# Xian de Xaitongmoin
Le xian de Xaitongmoin ou en tibétain Shethongmon  (tibétain : བཞད་མཐོང་སྨོན་རྫོང་, Wylie : bzhad mthong smon rdzong, pinyin tibétain : Xaitongmoin Zong, chinois simplifié : 谢通门县 ; pinyin : xiètōngmén xiàn) est un district administratif de la région autonome du Tibet en Chine. Il est placé sous la juridiction de la préfecture de Xigazê.
Le Temple Sejie est un temple bön situé sur ce xian, dans le canton de Tading.

## Démographie
La population du district était de 40 641 habitants en 1999.

## Subdivisions
- Bourg de Kaga (卡嘎镇)
- Canton de Damuxia (达木夏乡)
- Canton de Chabu (查布乡)
- Canton de Chunzhe (春哲乡)
- Canton de Zexu (则许乡)
- Canton de Niangre (娘热乡)
- Canton de Cuobuxi (措布西乡)
- Canton de Nadang (纳当乡)
- Canton de Qingdou (青都乡)
- Canton de Qieqiong (切琼乡)
- Canton de Meibaqieqin (美巴切勤乡)
- Canton de Lieba (列巴乡)
- Canton de Tading (塔丁乡)
- Canton de Rongma (荣玛乡)
- Canton de Tongmen (通门乡)
- Canton de Renqinze (仁钦则乡)
- Canton de Danapu (达那普乡)
- Canton de Danata (达那塔乡)
- Canton de Nanmuqie (南木切乡)

## Mine de cuivre
La région est renommée pour être riche en cuivre et en or. Manifestant en novembre et décembre 2011 contre l'exploitation minière dans la région, des moines et des villageois de la ville de Tamo furent sévèrement réprimés par les policiers et la police armés du peuple, cinq moines furent arrêtés et condamnés en mars 2012 à des peines de prison de quatre à cinq ans.